# Импакт фактор
Импакт фактор /ИФ/ (на английски: impact factor /IF/) за научно списание е измерване, което отразява средния брой цитирания към последно публикувани в списанието статии. Нарича се още импакт фактор на списание (JIF).
На български със същото значение се употребяват и термините: „коефициент на влиятелност“ и „фактор на въздействие“.
Често се използва като показател за относителното значение и влияние, което някое списание има в своето научно поле. Смята се, че списанията с по-висок коефициент са по-важни и значими от останалите.
Коефициентът е създаден от американския учен Юджийн Гарфийлд, който основава в гр. Стамфорд, САЩ Институт за научна информация (ИНИ) „Thomson ISI“, сега собственост на корпорация „Томсън Ройтерс“. Импакт-факторът се изчислява ежегодно за онези списания, които са индексирани в докладите на ИНИ.

## Метод на изчисление
Изчислението на импакт фактора се основава на тригодишен период. Например ИФ на списание през 2022 г. IF2022 се изчислява по следния начин: IF2022 = С/Р, където: С е броят на цитиранията през 2022 г. в списания, наблюдавани от Института за научна информация, на статии, публикувани в това списание през 2020–2021 г.; Р е броят на публикациите в това списание през 2021–2022 г. 
Или за произволна година {\displaystyle n} импакт факторът се изчислява по общата формула
{\displaystyle {\text{IF}}_{n}={\frac {{\text{Citiraniya}}_{n}}{{\text{Publikacii}}_{n-1}+{\text{Publikacii}}_{n-2}}}.}
Например, списание „Nature“ има ИФ 41,577 за 2017 г.: 
{\displaystyle {\text{IF}}_{2017}={\frac {{\text{Citiraniya}}_{2017}}{{\text{Publikacii}}_{2016}+{\text{Publikacii}}_{2015}}}={\frac {74090}{880+902}}=41,577.}
Има няколко особености в изчислението. Стойността на импакт фактора зависи от това как да се дефинират понятията „цитирания“ и „публикации“; последните често се наричат „цитируеми елементи“. В настоящата практика „цитирания“ и „публикации“ се дефинират от Института за научна информация. „Публикации“ са елементи, които са класифицирани като „статия“, „обзор (научен преглед)“ или „изнесен доклад (резюме на дисертация, книга, студия)“  в базата данни на Мрежата на науката (Web of Science, WoS). Други елементи като редакционни статии, съобщения, писма, бележки, списъци с грешки, корекции, оттегляния и дискусии са изключени. За новите списания импакт факторът понякога се изчислява само за двугодишни периоди.
Мрежата на науката е достъпна за всички регистрирани потребители, които могат независимо да проверят броя на цитираните елементи за дадено списание. Обратно, броят на цитатите се извлича не от базата данни WoS, а от специална база данни „Доклади за цитиране на списания“ (на английски: Journal Citation Reports /JCR/ ), която не е достъпна за обикновените читатели. Следователно, често използваният „JCR импакт фактор“ е собствена стойност, която се дефинира и изчислява от ИНИ и не може да бъде проверена от външни потребители. 

## Предимства и недостатъци
Импакт факторът на едно списание зависи от областта на изследване и неговия тип; може да се променя забележимо от година на година, например да спадне до изключително ниски стойности, когато името на списанието се промени и т. н. Въпреки това днес ИФ е един от важните критерии, чрез които е възможно да се сравни нивото на научните изследвания в сродни области на знанието. Например, инвеститор в научни изследвания може да иска да сравни резултатите на изследователите, за да оцени перспективите за тяхната инвестиция. За целта се използват обективни числени показатели като импакт фактора. Следователно има търсене на такива измервания.
Положителни свойства на импакт фактора:
- широко покритие на научната литература - индексирани са над 8400 списания от 60 страни;
- резултатите са публични и лесно достъпни;
- лекота на разбиране и използване;
- списанията с висок ИФ обикновено имат по-строга система за рецензиране от списанията с нисък ИФ.

В същото време импакт факторът не е идеален. Например, не е ясно до каква степен броят на цитиранията показва качеството на статията. В допълнение, списанията с дълго време на публикуване включват статии, които цитират публикации, които не попадат в тригодишния интервал. Наистина, в някои списания времето между приемането на статия и публикуването е повече от две години, като по този начин остава само една година за препратки, които се вземат предвид при изчисленията. От друга страна, увеличаването на периода от време, в който се вземат предвид цитатите, ще направи импакт фактора по-малко чувствителен към промени.
Най-очевидните недостатъци на импакт фактора са следните:
- броят на цитиранията обаче не отразява реално качеството на изследването, както и броят на публикациите;
- периодът от време, когато се вземат предвид цитиранията, е твърде кратък (класическите статии често се цитират дори десетилетия след публикуването);
- естеството на резултатите в различните области на изследване води до различна честота на публикуване на резултатите, които оказват влияние върху импакт факторите. Например, медицинските списания често имат по-големи фактори на въздействие от математическите списания.

През 2016 г. група високопоставени служители от няколко издатели на елитни научни списания (включително Nature и Science) публикуват статия , критикуваща практиката за оценка на качеството на списанията само въз основа на импакт фактора. По-специално те отбелязват, че това води до факта, че както отделните публикации, така и техните автори се оценяват по една и съща характеристика, което е изключително неправилно, тъй като импакт факторът на списанието, в което е публикувана статията, няма нищо общо с качество и стойност на самата статия. За да предотвратят подобни оценки, авторите призовават издателите да се откажат от използването на импакт фактора, като го заменят, например, с графиката на разпределение на статиите, публикувани в списанието, според броя на цитиранията. 

### Кумулативен ефект
Тъй като списанията с висок импакт фактор са по-привлекателни, техните редакционни колегии представят по-интересни статии. В резултат на по-широка селекция от статии, изпратени за публикуване, такива списания имат (и използват) възможността да повишат допълнително своите класации. Положителен страничен ефект е затягането на рецензирането в списания, които получават повече статии, отколкото могат да публикуват.

## Особености
Новите списания, които се индексират от първия им публикуван брой, ще получат импакт фактор след две години индексиране; в този случай цитатите за годината преди том 1 и броят на статиите, публикувани в годината преди том 1, са известни нулеви стойности. Списанията, които са индексирани, започвайки с том, различен от първия том, няма да получат импакт фактор, докато не бъдат индексирани три години. Понякога Journal Citation Reports определя импакт фактор на нови списания с по-малко от две години индексиране, въз основа на частични данни за цитиране.  Изчислението винаги използва две пълни и известни години на брой артикули, но за нови заглавия един от известните бройки е нула. Годишниците и другите нередовни издания понякога не публикуват елементи за определена година, което се отразява на броя. Факторът на въздействие се отнася за определен период от време; възможно е да се изчисли за всеки желан период. Например, JCR включва и петгодишен импакт фактор {\displaystyle {\text{IF5}}_{n}}, който се изчислява чрез разделяне на броя на цитиранията на списанието през дадена година на броя на статиите, публикувани в това списание през предходните пет години: 
{\displaystyle {\text{IF5}}_{n}={\frac {{\text{Citiraniya}}_{n}}{{\text{Publikacii}}_{n-1}+{\text{Publikacii}}_{n-2}+{\text{Publikacii}}_{n-3}+{\text{Publikacii}}_{n-4}+{\text{Publikacii}}_{n-5}}}}

## Използване
Въпреки че първоначално е изобретен като инструмент за подпомагане на университетските библиотекари да решат кои списания да закупят, импакт факторът скоро започва да се използва като мярка за преценка на академичния успех. Това използване на импакт фактори е обобщено от Хoeфeл през 1998 г.: 
Импакт факторът не е перфектен инструмент за измерване на качеството на статиите, но няма нищо по-добро и има предимството, че вече съществува и следователно е добра техника за научна оценка. Опитът показва, че във всяка специалност най-добрите списания са тези, в които е най-трудно да бъде приета статия и това са списанията, които имат висок ИФ. Повечето от тези списания съществуват много преди импакт факторът да бъде създаден. Използването на ИФ като мярка за качество е широко разпространено, защото се вписва добре в мнението, което имаме във всяка област за най-добрите списания в нашата специалност... В заключение, престижните списания публикуват статии на високо ниво. Следователно техният ИФ е висок, а не обратното.
Тъй като импакт факторите са метрика на ниво списание, а не метрика на ниво статия или индивид, това използване е противоречиво. Юджийн Гарфийлд, изобретателят на ИФ, се съгласява с Хoeфeл,  но предупреждава за „злоупотребата при оценяването на индивиди“, тъй като има „голяма вариация [на цитати] от статия в статия в рамките на едно списание“.  Въпреки това предупреждение, използването на ИФ се развива, играейки ключова роля в процеса на оценка на отделни изследователи, техните кандидатури за работа и техните предложения за финансиране. През 2005 г. The Journal of Cell Biology отбелязва, че:
Данните за импакт фактора ... оказват силно влияние върху научната общност, засягайки решенията къде да се публикуват, кого да популяризират или наемат, успеха на кандидатурите за безвъзмездни средства и дори бонусите към заплатите. 
По-целенасочените изследвания започват да предоставят категорични доказателства за това колко дълбоко е вграден факторът на въздействие във формалните и неофициалните процеси на оценка на изследванията. Преглед от 2019 г. проучва колко често ИФ се включва в документи, свързани с прегледа, повишението и мандата на учени в американски и канадски университети. Той стига до заключението, че 40 % от университетите, фокусирани върху академични изследвания, специално споменават ИФ като част от такива процеси за преглед, повишение и мандат.  А проучване от 2017 г. за това как се държат изследователите в науките за живота заключава, че „ежедневните практики за вземане на решения са силно управлявани от натиск за публикуване в списания с голям фактор на въздействие“. Дълбоко вграденият характер на такива индикатори не само влияе върху оценката на изследването, но и върху по-фундаменталния въпрос какво изследване всъщност се предприема: „Като се имат предвид настоящите начини за оценяване на изследванията, рисковите, продължителни и неортодоксални проекти рядко заемат централно място.“ 